# Kościół św. Klemensa Hofbauera w Warszawie
Kościół św. Klemensa Hofbauera – rzymskokatolicki kościół parafialny należący do parafii pod tym samym wezwaniem (dekanat wolski archidiecezji warszawskiej). Znajduje się w warszawskiej dzielnicy Wola, na osiedlu Czyste. Duszpasterstwo w kościele prowadzą ojcowie redemptoryści.

## Opis

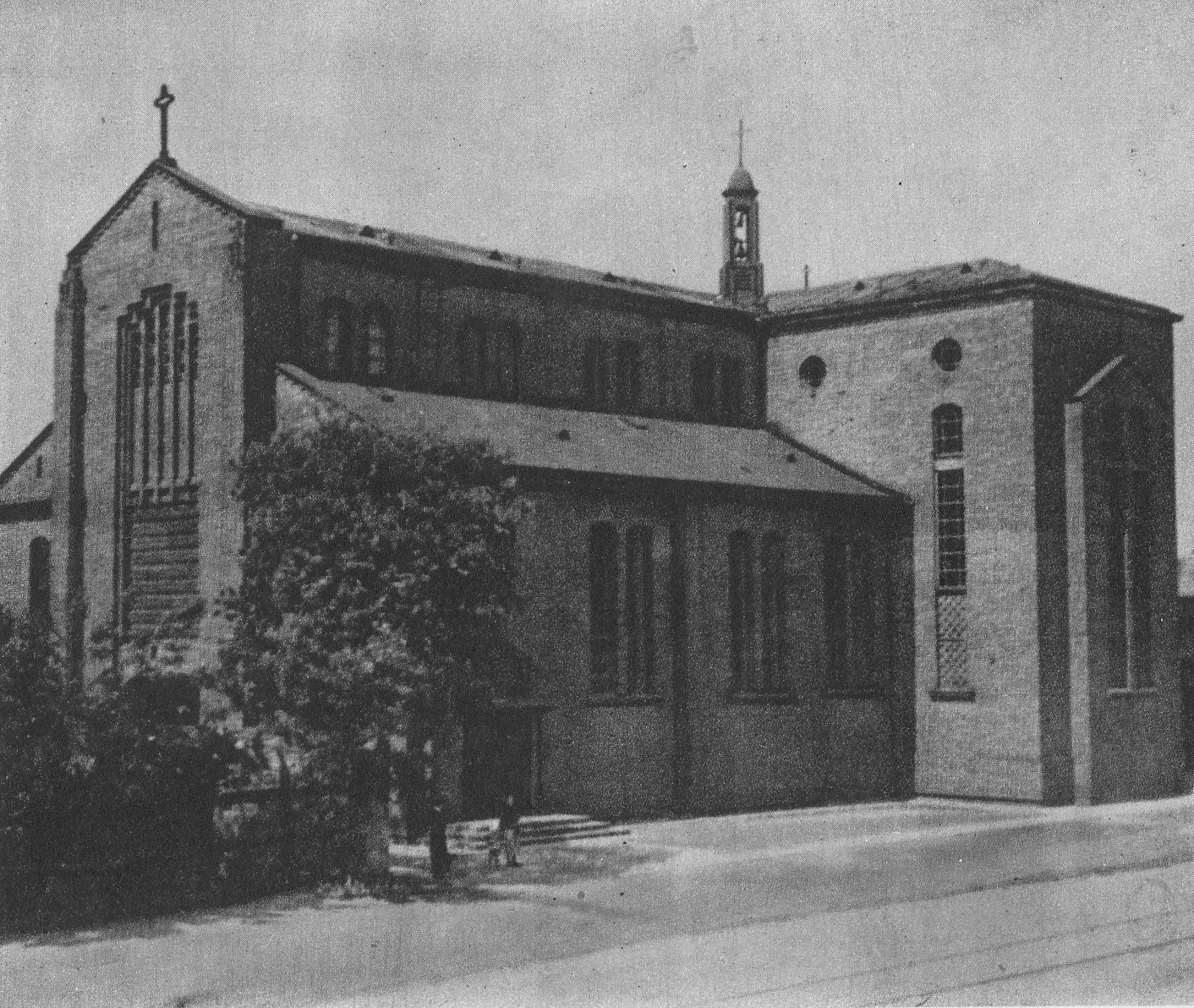
Świątynia przed 1939 rokiem

Kamień węgielny pod świątynię został uroczyście położony w dniu 28 sierpnia 1931 roku przez J. E. kardynała Aleksandra Kakowskiego. Kościół został zaprojektowany przez Stanisława Marzyńskiego, członka i prezesa powojennej Rady Prymasowskiej Odbudowy Kościołów Stolicy. Budowla została konsekrowana w dniu 26 października 1933 roku przez kardynała Aleksandra Kakowskiego. 
Podczas powstania warszawskiego świątynia została zbombardowana. Od pożaru uchroniła ją nowoczesna konstrukcja, ogień nie uszkodził żelbetonowego stropu i nie zniszczył wnętrza. 6 sierpnia 1944 roku Niemcy zamordowali 30 ojców, braci i kleryków mieszkających w klasztorze. Po 1945 roku na zewnętrznej ścianie świątyni umieszczono tablica pamiątkowa projektu Karola Tchorka, która upamiętnia to wydarzenie. Po zakończeniu wojny rozpoczęto remont świątyni.
W latach 50. XX wieku powstały w prezbiterium obrazy: św. Klemensa i Aniołów Stróżów w formie malarskiej sgraffito Edwardy Przeorskiej. Centralne miejsce zajmuje postać św. Klemensa Hofbauera patrona parafii, Warszawy i piekarzy. Po jego obu stronach znajdują się wizerunki dwóch innych świętych redemptorystów: św. Alfonsa Marii Liguoriego – założyciela Zgromadzenia Redemptorystów i wybitnego moralisty oraz brata zakonnego – św. Gerarda Majelli, który słynął z wielu cudów. Jest on patronem dobrej spowiedzi i kobiet w stanie błogosławionym. Uzupełnieniem są mozaiki autorstwa Marii Hiszpańskiej-Neuman. W transepcie zostały ulokowane ołtarze: Świętych Polskich z obrazem Matki Bożej Częstochowskiej, Matki Bożej Nieustającej Pomocy, Najświętszego Serca Pana Jezusa i św. Józefa.
Po ekshumacji 14 kwietnia 1982 z cmentarza Wolskiego w nawie bocznej kościoła zostało złożone ciało Bernarda Alojzego Łubieńskiego, a od 15 października 1991 zostało złożone w specjalnie wybudowanym do tego celu sarkofagu znajdującym się przy głównym wejściu do kościoła.
Reliefową drogę krzyżową wykonała rzeźbiarka Zofia Kamińska-Trzcińska. W latach 80. XX wieku w transepcie oraz we wschodniej nawie bocznej zostały zamontowane witraże według projektu Teresy Chromy. Dzieło to zostało ukończone w 2000 roku w obydwóch nawach bocznych. Z okazji Wielkiego Jubileuszu Roku 2000 zostało wmurowane przy chrzcielnicy logo na pamiątkę tego wydarzenia. W 2001 roku rozpoczęły się obchody 250-lecia urodzin patrona parafii św. Klemensa Hofbauera i z tej okazji zostało wmurowane przy prezbiterium logo upamiętniające tę rocznicę. W związku z tym że kościół jest nowy, nie ma w nim zabytków. Godny uwagi jest niewielki srebrny sarkofag z relikwiami św. Klemensa Hofbauera, który jest umieszczony w prezbiterium pod ołtarzem.
Przykościelny dziedziniec został w 2000 roku przekształcony w „Plac Męczenników Warszawskiej Woli”. Projekt jego zagospodarowania wykonał architekt Feliks Dzierżanowski. Znajdujący się na „Placu” krzyż oraz liczne tablice pamiątkowe upamiętniają mieszkańców dzielnicy zamordowanych przez hitlerowców podczas rzezi Woli w sierpniu 1944 roku.